# Huanca
Huanca (Wanka) /od quechua Quechua Warka, “field guardian”), stari indijanski narod iz Perua koji je živio u istoimenoj provinciji, danas Jauja u regiji Junin. U provinciji su se govorila tri jezika ili dijalekta, svaki u jednoj od tri oblasti (saya), to su bile donja i gornja Huanca i Jauja.
Stanovnici su živjeli o kućama kružnog oblika i gradili splavi poznate kao balsa. Nekoliko legendi zapisao je Cieza (RGI, 1881-97, 1: 79-95; Cieza, 1554, bk. 1, ch. 84: Romero, ed., 1923 a, 1923 b.)
Pokorio ih je Pachacuti inka. Potomci Huanca danas govore quechua jezikom fauja wanca